# 丁敬

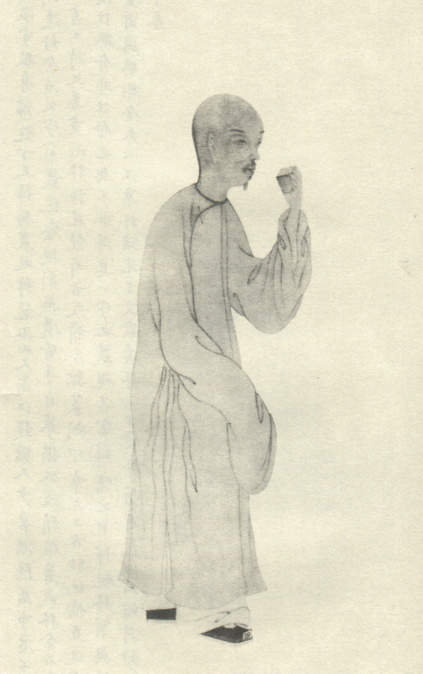
《清代學者像傳》第一集之丁敬

丁敬（1695年—1765年），字敬身，号钝丁，一号砚林，浙江钱塘（今杭州）人，清代画家、书法家，篆刻家，浙派篆刻的开山鼻祖。

## 生平与艺术成就
丁敬出身市井，不习科举，嗜書博学，有“于书无所不窥，嗜古耽奇，尤究心金石碑版”之谓，有“博古好学”之名。善诗文，有“诗国”之称。喜藏书，精收藏，也是当时著名的藏书家和文物学家。
丁喜精通书法、绘画，而于篆刻上成就最大，创浙派。有弟子何琪、黄模等。
杭州西泠印社有“丁敬身像”。
　

## 著作
- 《武林金石录》
- 《砚林诗集》
- 《龙泓山馆诗鈔》
- 《砚林诗集》
- 《砚林印存》
- 《寿寿初稽》

## 篆刻作品舉例

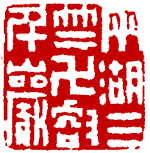
兩湖三竺萬壑千岩
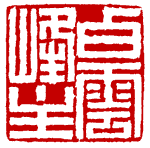
白雲峰主
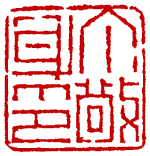
丁敬身印
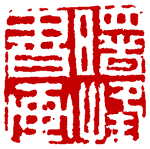
曙峰書画
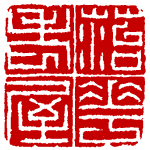
苔花老屋